# ティミ・ガルスタング
ティミ・ガルスタング（Timi Garstang、1987年7月21日 - ）は、マーシャル諸島の陸上競技選手、専門は短距離走。アメリカ合衆国ペンシルベニア州カリフォルニア出身。2012年のロンドンオリンピックでは、男子100mに出場し、自己ベストを記録した。

## 主な戦績
| 年   | 大会         | 開催地   | 種目 | 順位     | 記録   | 備考     |
| ---- | ------------ | -------- | ---- | -------- | ------ | -------- |
| 2012 | オリンピック | ロンドン | 100m | 予選敗退 | 12秒81 | 自己記録 |

## 記録
| 種目 | 記録   | 年月日       | 場所     | 備考 |
| ---- | ------ | ------------ | -------- | ---- |
| 100m | 12秒81 | 2012年8月4日 | ロンドン |      |